# Червонцы
Червонцы (лат. Lycaeninae)— подсемейство дневных бабочек из семейства голубянок.

## Описание
Бабочки мелких размеров, окрашенные обычно в оранжевые и бурые тона. Сверху крылья у большинства видов с блестящим отливом. В центральной ячейке на нижней стороне крыльев находятся два пятна внутри, а третье — на поперечной жилке. Испод задних крыльев с рядами пятен (часто в светлых окантовках) и с рыжеватыми лунками в маргинальных областях. Голова с голыми глазами (без волосков). Усики с веретеновидной булавой.
Центральные ячейки верхних и нижних крыльев замкнуты. Жилка R1 не ветвится; жилки R2 и R3 сливаются в одну, R4 и R5 имеют общий ствол. К костальному краю переднего крыла выходят все пять жилок (или R5 выходит почти на вершину). Внешний край передних крыльев прямой или округлый, задние крылья с волнистым краем у заднего угла.

## Список родов
- Athamanthia Zhdanko, 1983
- Chalceria Scudder, 1876
- Gaeides Scudder, 1876
- Heliophorus Geyer, 1832
- Heodes Dalman, 1816
- Hermelycaena L. Miller et F. M. Brown, 1978
- Hyllolycaena Miller et Brown, 1979
- Iophanus Draudt, 1920
- Червонцы Lycaena Fabricius, 1807
- Margelycaena Koçak et Kemal, 2001
- Melanolycaena Sibatani, 1974
- Palaeochrysophanus Verity, 1943
- Tharsalea Scudder, 1876